# Chromolaena collina
Chromolaena collina es un arbusto de la familia del girasol nativo de México.

## Taxonomía
Chromolaena collina fue descrita por (DC.) R.M.King & H.Rob. y publicado en Phytologia 20(3): 208. 1970.
Etimología
Chromolaena: nombre genérico que deriva de las palabras griegas: χρῶμα (croma), que significa "de color", y λαινα (laena), que significa "manto". Se refiere a los colores de los filarios de algunas especies.
collina: epíteto latíno que significa "de las colinas"
Sinonimia
- Chromolaena mendezii (DC.) R.M.King & H.Rob.
- Chromolaena stillingiaefolia (DC.) R.M.King & H.Rob.
- Eupatorium collinum DC.
- Eupatorium collinum var. mendezii (DC.) McVaugh
- Eupatorium mendezii DC.
- Eupatorium neaeanum DC.
- Eupatorium nigrescens Hook. & Arn.
- Eupatorium stillingiaefolium DC.
- Kyrstenia collina (DC.) Greene[4]